# Абдуллахи, Фаваз
Оламиде Фаваз Абдуллахи (англ. Olamide Fawaz Abdullahi; род. 4 мая 2003, Кано) — нигерийский футболист, полузащитник минского «Динамо».

## Карьера

### «Докса» Катокопиас
Воспитанник нигерийской футбольной академии «Абу», где первым тренером был Юссуф Абубакар Махмуд. В 2021 году перешёл в израильский клуб «Бней Иегуда», где присоединился к юношеской команде в возрастной категории до 19 лет. В августе 2022 года на правах свободного агента перешёл в кипрский клуб «Докса». Дебютировал за клуб 14 октября 2022 года в матче против клуба «Пафос», выйдя на замену на 62 минуте. Вместе с клубом вышел в четвертьфинал Кубка Кипра, где по сумме матчей уступили «Пафосу». По итогу основной части чемпионата отправился в стадию на выбывание. Первым результативным действием за клуб отличился 13 апреля 2023 года в матче против никосийского «Олимпиакоса», отдав голевую передачу. По итогу сезона вместе с клубом завершил чемпионат на итоговом одиннадцатом месте, сохранив прописку в элитном дивизионе. На протяжении сезона выступал за клуб в роли игрока замены, отличившись своей единственной голевой передачей.

### АПОЭЛ

#### Сезон 2023/2024
В июне 2023 года перешёл в кипрский АПОЭЛ, подписав трёхлетний контракт. В июле 2023 года вместе с клубом отправился на квалификационные матчи Лиги конференций УЕФА. По итогу квалификаций кипрский клуб дошёл до раунда плей-офф, где уступил бельгийскому «Генту», однако сам футболист был заявке клуба лишь в первой квалификационном раунде, оставшись на скамейке запасных. Дебютировал за клуб 3 сентября 2023 года в матче против никосийской «Омонии», выйдя на замену в начале второго тайма. Однако закрепиться в основной команде клуба у футболиста не получилось, за первую половину сезона сыграв лишь в 4 матчах во всех турнирах, в которых результативными действиями не отличился. По итогу сезона вместе с клубом стал победителем чемпионата.

#### Аренда в «Гомель»
В августе 2024 года на правах арендного соглашения присоединился к белорусскому «Гомелю», соглашение с которым рассчитано до конца сезона. Дебютировал за клуб 3 августа 2024 года в матче против «Слуцка», выйдя на поле в стартовом составе и отличившись дебютной голевой передачей. Дебютным забитым голом за клуб отличился 18 августа 2024 года в матче против борисовского БАТЭ. В октябре 2024 года появилась информация, что футболист покинут белорусский клуб и присоединился к российским «Химкам». По итогу сезона вместе с клубом завершил чемпионат на итоговом шестом месте. На протяжении сезона выступал за клуб в роли одного из ключевых игроков, отличившись 2 забитыми голами и 2 результативными передачами. В декабре 2024 года покинул клуб по окончании срока действия контракта.

### «Динамо» Минск
В январе 2025 года футбольный агент подтвердил переход футболиста в «Химки». В скором времени российский клуб подписал с футболистом контракт, однако из-за запрета на трансферы не смог его заявить на вторую половину сезона. В июне 2025 года появилась информация, что игрок может продолжить карьеру в минском «Динамо». В конце июня 2025 года официально перешёл в белорусский клуб. Дебютировал за клуб 3 июля 2025 года в матче против клуба «МЛ Витебск», выйдя на поле в стартовом составе. В июле 2025 года вместе с клубом отправился на квалификационные матчи Лиги чемпионов УЕФА. Первый матч в рамках еврокубкового турнира сыграл 16 июля 2025 года против болгарского «Лудогорца», вылетев в квалификации Лиги конференций УЕФА. По итогу второго квалификационного раунда Лиги конференций УЕФА вместе с клубом уступили албанской «Эгнатии», завершив выступление на турнире.

## Достижения
АПОЭЛ
- Чемпион Кипра: 2023/24